# Pastaza (provincie)
Pastaza is een provincie in het oosten van Ecuador. De hoofdstad van de provincie is Puyo. 
De provincie heeft een oppervlakte van 29.325 km². Naar schatting zijn er 108.365 inwoners in 2018.

## Kantons
De provincie is bestuurlijk onderverdeeld in vier kantons. Achter elk kanton wordt de hoofdplaats genoemd.
| Nr. | Kanton      | Inwoners | Oppervlakte | Hoofdplaats | Inwoners |
| --- | ----------- | -------- | ----------- | ----------- | -------- |
| 1   | Arajuno     | 9.553    | 8.767 km²   | Arajuno     | 2.377    |
| 2   | Mera        | 15.087   | 520 km²     | Mera        | 853      |
| 3   | Pastaza     | 82.754   | 19.727 km²  | Puyo        | 33.325   |
| 4   | Santa Clara | 4.521    | 311 km²     | Santa Clara | 1.831    |

| Detailkaart |
| ----------- |
|             |
| Kantons     |